# Nicolò Carucci
Nicolò Carucci (Milán, 22 de febrero de 2001) es un deportista italiano que compite en remo.
Ganó dos medallas en el Campeonato Mundial de Remo, en los años 2022 y 2023, y tres medallas en el Campeonato Europeo de Remo entre los años 2022 y 2024.

## Palmarés internacional
| Campeonato Mundial | Campeonato Mundial       | Campeonato Mundial | Campeonato Mundial |
| Año                | Lugar                    | Medalla            | Prueba             |
| ------------------ | ------------------------ | ------------------ | ------------------ |
| 2022               | Račice (República Checa) | Medalla de bronce  | Cuatro scull       |
| 2023               | Belgrado (Serbia)        | Medalla de plata   | Cuatro scull       |
| Campeonato Europeo |                          |                    |                    |
| Año                | Lugar                    | Medalla            | Prueba             |
| 2022               | Múnich (Alemania)        | Medalla de oro     | Cuatro scull       |
| 2023               | Bled (Eslovenia)         | Medalla de bronce  | Cuatro scull       |
| 2024               | Szeged (Hungría)         | Medalla de oro     | Cuatro scull       |